# Землетрясение на Гаити (2021)

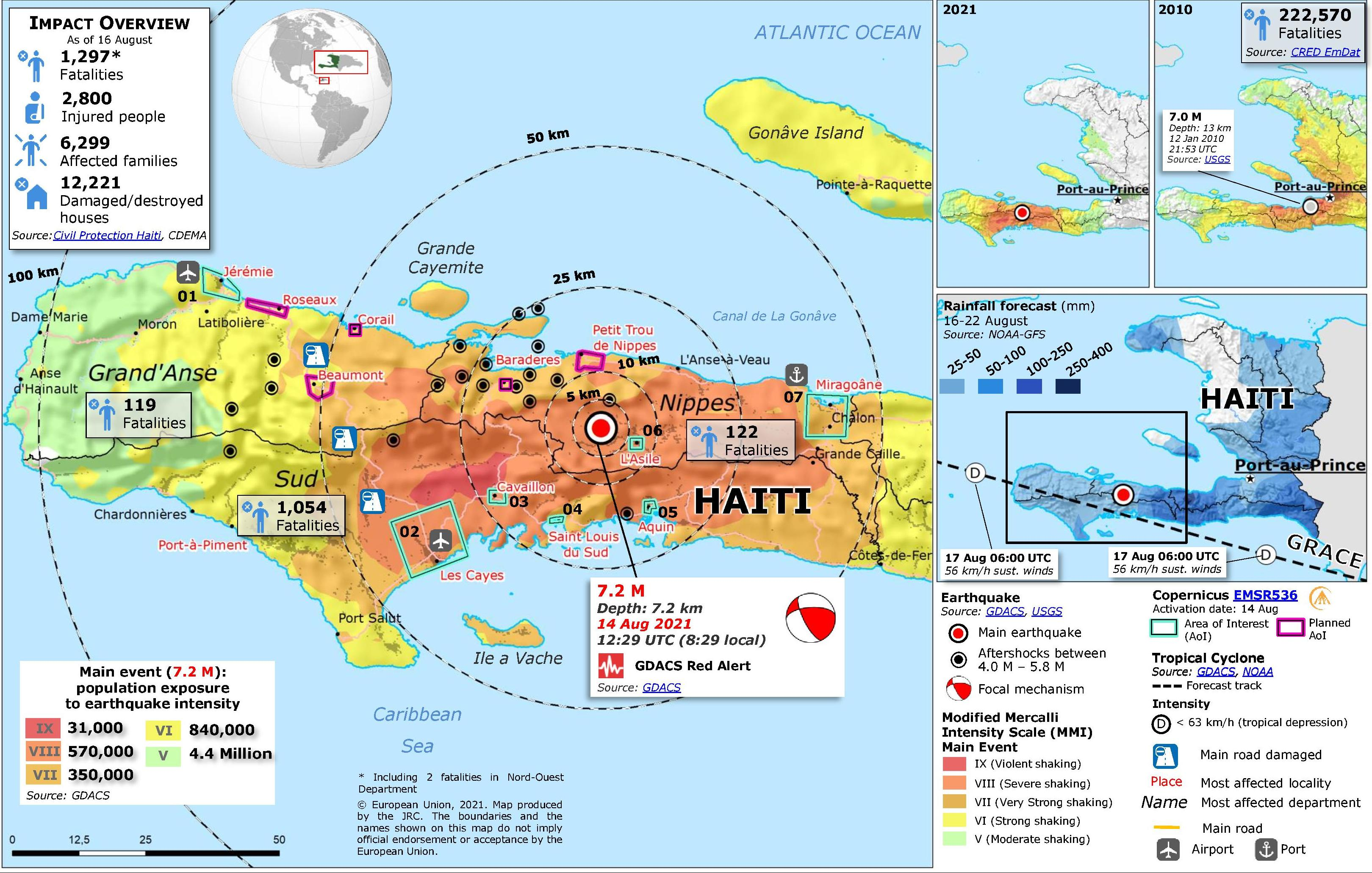
Карта расположения эпицентров первого землетрясения и последующих афтершоков

Землетрясение на Гаити в 2021 году — одно из сильнейших и самое смертоносное землетрясение 2021 года, повлёкшее за собой гибель 2 207 человек и ранения 12 268.
Землетрясение магнитудой 7,2 началось 14 августа в 08:29:09 по местному времени на полуострове Тибурон, 10-километровый гипоцентр находился в 8—10 километрах от города Пети-Тру-де-Нип и в 125 километрах от столицы Гаити Порт-о-Пренса.
Землетрясение создало угрозу серьёзных цунами, однако их не было зарегистрировано.
Геологическая служба США оценила землетрясение как широкомасштабную катастрофу.
Землетрясение вошло в десятку самых смертоносных в Латинской Америке за последние 25 лет.

## События
К землетрясению, вероятно, привёл левосторонний сдвиг разлома Энрикильо-Плантейн-Гарден. Сдвиги этого разлома были также причинами землетрясений в 1751, 1770 и 2010 годах.
Помимо Гаити, землетрясение ощущалось на Ямайке, в штате Флорида, США и на востоке Кубы.
Землетрясение началось 14 августа 2021 года в 08:29:09 по Североамериканскому восточному времени (12:29:09 UTC).
Гипоцентр землетрясения находился на глубине 10 километров.
После первого толчка магнитудой в 7,2 в период с 08:49:33 по 23:20:45 произошло несколько афтершоков, сильнейший из которых произошёл в 23:20:45, его магнитуда была 5,8.
Первый афтершок магнитудой 5,2 произошёл через 20 минут после первого толчка.
Было разрушено большое количество зданий, среди которых — исторические достопримечательности. Так, в Лес-Англесе при обрушении собора Непорочного Зачатия, построенного в 1907 году погибло 17 человек. Два человека оказались под завалами, позже их спасли местные строители. В деревне Тойрак 20 человек погибли при обрушении храма Святой Семьи дю Тойрак.
Граждан Гаити предупредили о возможных цунами с волнами высотой до 3 метров, однако их не было зарегистрировано. Вскоре предупреждение было снято.
ООН объявила о помощи Гаити в ликвидации последствий, однако местные банды препятствуют доставке гуманитарной помощи. Об этом заявил представитель генерального секретаря ООН Стефан Дюжаррик.
20 августа появились сообщения о похищении двух врачей, принимавших участие в реанимации пострадавших от землетрясения из больницы Бернарда Мевса в Порт-о-Пренсе бандитами. Похитители связались с родственниками похищенных, однако не потребовали выкуп. Один из врачей был опытным хирургом, второй — акушером. В результате похищения акушер не смог присутствовать на проведении кесарева сечения, необходимого женщине, в результате чего она и её ребёнок погибли. В знак протеста больница заявила о закрытии на два дня.

Из-за задержек в доставке гуманитарной помощи на Гаити появилась серьёзная угроза голода. Гаитяне буквально набрасываются на грузовики с предметами первой необходимости.
«Люди в Ле-Ке живут впроголодь. Все дома рухнули, в городе всё в ужасном состоянии. Мы страдаем, не можем найти еду. Когда приезжает грузовик с едой, полиция загоняет его внутрь и не хочет раздавать продукты», — рассказал местный житель
Жители выражают разочарованность распределением помощи. Возле пунктов выдачи скапливаются большие очереди.
«Мы извлекли уроки из управления гуманитарным кризисом 2010 года. Вот почему моё правительство решило координировать реагирование на сегодняшние чрезвычайные ситуации через один орган — агентство гражданской защиты», — заявил премьер министр Гаити
24 августа 42 беженца из Гаити были задержаны в Ки-Бискейне (Флорида, США). Беженцы высадились, используя своё плавсредство.
Общее количество афтершоков достигло 900.

## Последствия
Власти Гаити сообщили о том, что ущерб от землетрясения составляет около 1 012 000 000 долларов.
Землетрясение привело к большим разрушением. Власти ввели режим ЧС в связи с последствиями.
17 августа власти Гаити заявили, что число жертв землетрясений составляет 2 207 человек, ещё 12 268 пострадали, 3 200 из них находятся в больницах, 344 числятся пропавшими без вести.
Премьер-министр Гаити заявил о том, что в стране будет объявлен трёхдневный траур по погибшим.
В городе Ле-Ке по меньшей мере 860 домов были разрушены, ещё 700 — повреждены.
По данным Агентства гражданской защиты Гаити, по меньшей мере 60 700 домов были разрушены, 76 100— повреждены.
В результате землетрясения обрушился отель Le Manguier в Ле-Ке, в результате чего погибли несколько человек, в том числе Габриэль Фортуне, бывший сенатор и мэр Ле-Ке.
Часть резиденции католического епископа в Ле-Ке обрушилась, в результате чего погиб священник и двое служащих, кардинал был ранен.
В поисково-спасательной операции участвуют добровольцы, в том числе из иностранных организаций.
Больницы оказались переполнены, некоторые пострадавшие размещаются на улице и в коридорах.
Из-за землетрясения были повреждены международные линии связи, телекоммуникационная компания ETECSA сообщила о возможных проблемах со связью.
По данным Детского фонда ООН около 1 200 000 человек, в том числе 540 000 детей после землетрясения потеряли доступ к жилью, питьевой воде, еде и медицине.

## Реакция
- Японская теннисистка гаитянского происхождения Наоми Осака заявила, что направит все заработанные на турнире категории WTA-1000 в Цинциннати средства на ликвидацию последствий землетрясения на Гаити и помощь пострадавшим[60][61].
- Президент России Владимир Путин выразил соболезнования премьер-министру Гаити Ариэлю Анри[62][63].
- 28 августа российский самолёт доставил на Гаити гуманитарную помощь[64].
- Президент США Джо Байден выразил соболезнования в связи с землетрясением[65]. Позже США направили на Гаити спасателей в составе 65 человек[66].
- Береговая охрана США направила на Гаити вертолёты. С их помощью будут эвакуироваться пострадавшие[55].
- МИД Турции заявил, что выражает глубокие соболезнования в связи с гибелью людей[67].
- Премьер-министр Канады Джастин Трюдо заявил, что страна «готова оказать любую помощь» Гаити[68].
- Ряд стран Латинской Америки, включая Мексику, Перу, Аргентину, Чили и Венесуэлу предложили помощь в поиске выживших[69][70][71][72][73].
- Группа из 34 спасателей была отправлена из Эквадора на Гаити для помощи в поисково-спасательной операции[69].
- Мексика отправила на Гаити 15,4 тонны предметов первой необходимости, включая еду и медикаменты[55].
- Мексика отправила на Гаити самолёты C-295 и C-130 с гуманитарной помощью в виде медикаментов и товарами первой необходимости[74][75].
- Аргентина направила на Гаити самолёт с гуманитарным грузом и 24 добровольцами[76][77].
- Президент Грузии Саломе Зурабишвили выразила соболезнования семьям погибших в землетрясениях[78].
- Бывшая первая леди Гаити Мартина Моиз выразила соболезнования семьям жертв землетрясения[79].
- Заместитель генерального секретаря по гуманитарным вопросам и координатор чрезвычайной помощи ООН Мартин Гриффитс сообщил в своём Twitter-аккаунте о выделении 8 миллионов долларов для помощи Гаити[80][81][82][83].
- Представитель генерального секретаря ООН Стефан Дюжаррик заявил, что организация работает с властями Гаити и готова оказать необходимую помощь[84][85].
- В Министерстве иностранных дел и европейской интеграции Молдовы выразили соболезнования гражданам Гаити в связи с землетрясением[86].
- Папа Римский Франциск заявил после воскресной проповеди перед верующими на площади Святого Петра, о том, что выражает соболезнования по поводу землетрясения[87].
- Помощь пострадавшим оказывают медики из Кубы, которые находятся в командировках на Гаити[88][89].
- Президент Белоруссии Александр Лукашенко выразил соболезнования семьям погибших[90].
- 16 августа правительство Тайваня объявило о планах направить на Гаити гуманитарную помощь в размере 1 000 000 долларов[91][92][93][94]. 17 августа МИД Тайваня объявило об отправлении гуманитарной помощи. Также было сообщено о том, что посол Тайваня в Гаити составляет список необходимых средств. Также Тайвань объявил о готовности отправить на Гаити самолёт C-130, если это потребуется[95].
- Глава Южной Кореи направил письмо с соболезнованиями премьер-министру Гаити[96].
- Министр иностранных дел Аргентины Фелипе Сола заявил, что для помощи властям на Гаити будет развёрнута комиссия Белых касок[англ.][97][98].
- 19 августа американский бренд спортивной одежды Skechers объявил о внесении пожертвования в размере 1 миллиона долларов для поддержки спасательных и восстановительных работ[99][100][101][102].
- Греция направит на Гаити 100 000 евро как гуманитарную помощь[103].
- Агентство США по международному развитию пообещало выделить 32 миллиона долларов на помощь Гаити[104].